# Korytnica (dopływ Utraty)
Korytnica – struga  prawy dopływ Utraty o długości 9,7 km i powierzchni zlewni 26,17 km². 
Struga płynie przez województwo mazowieckie na Równinie Łowicko-Błońskiej. Źródła Korytnicy znajdują się na wschód od miejscowości Stare Faszczyce. Przepływa przez Witanów i Bramki, a do Utraty uchodzi w Nowym Łuszczewku.